# Cung Thiếu nhi Mangyongdae

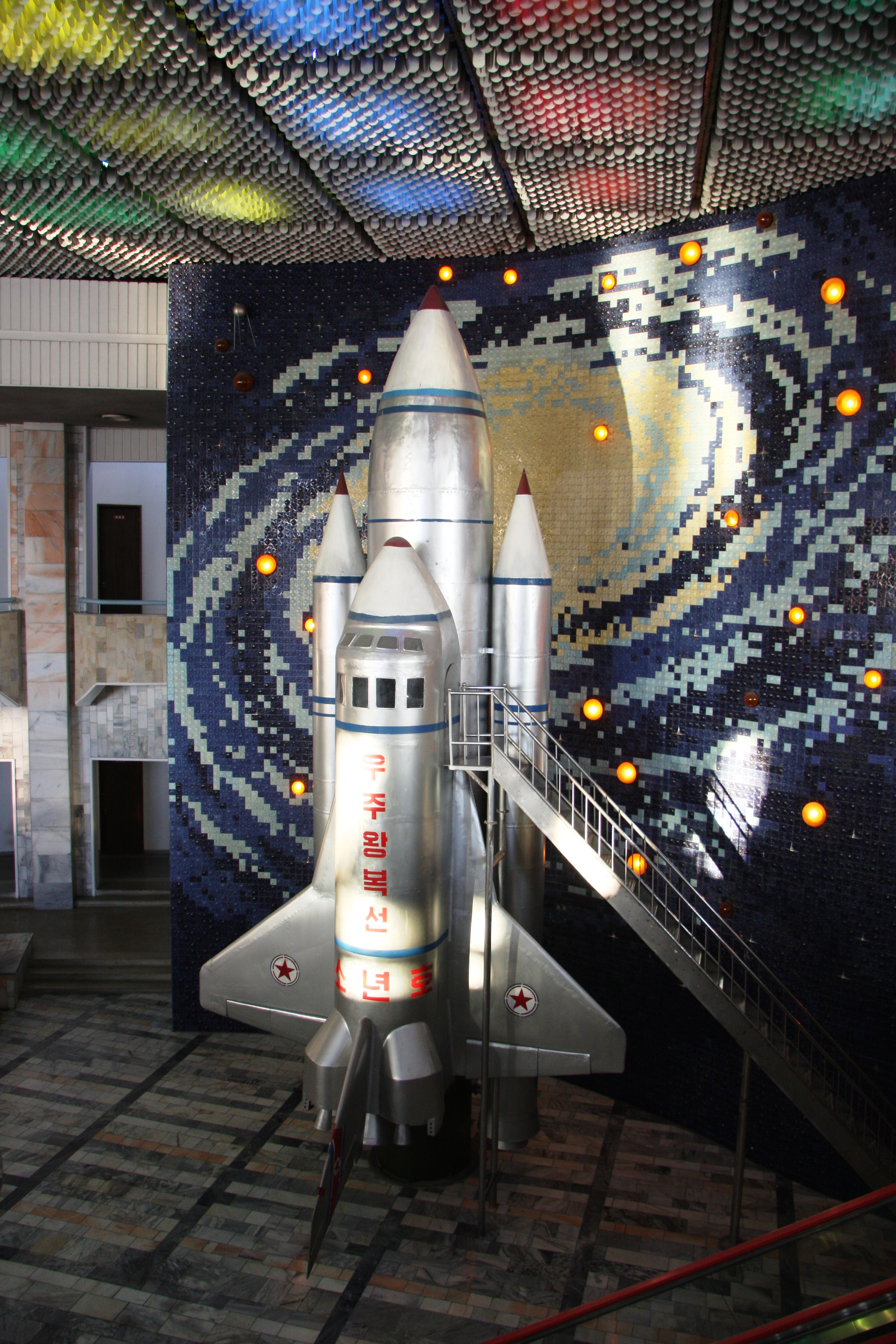
Mô hình tàu vũ trụ Bắc Triều Tiên tại Cung Thiếu nhi Mangyongdae.

Cung Thiếu nhi Mangyongdae (hay Cung Thiếu niên Học sinh Mangyongdae) ở Bình Nhưỡng là cơ sở công cộng do Đoàn Thanh niên Bắc Triều Tiên quản lý, đây là nơi mà đội viên thiếu niên tiền phong có thể tham gia các hoạt động ngoại khóa, chẳng hạn như học nhạc, ngoại ngữ, kỹ năng máy tính và thể thao. Công trình này được thành lập vào ngày 2 tháng 5 năm 1989 và tọa lạc ở Phố Kwangbok (Giải phóng) phía bắc Mangyongdae-guyok. Đây là cung điện lớn nhất ở Bắc Triều Tiên dành cho các hoạt động sau giờ học của trẻ em. Trước Cung Thiếu nhi có một nhóm tác phẩm điêu khắc lớn và hai đài phun nước khổng lồ, cao 90 và 100 mét.
Cung Thiếu nhi Mangyongdae có 120 phòng, một hồ bơi, một phòng tập thể dục và một nhà hát 2.000 chỗ ngồi. Không nên nhầm lẫn với Cung Thiếu nhi Bình Nhưỡng (평양학생소년궁전) nằm ở phía bắc Quảng trường Kim Nhật Thành và được thành lập vào năm 1963.